# Castello di Avella
Il castello di Avella, chiamato anche castello di San Michele, è una castello ubicato ad Avella.

## Storia
Anche se le prime notizie certe riguardanti il castello di Avella risalgono al IX secolo, quando la struttura subì diversi attacchi dai Saraceni, come quello dell'883, questo venne edificato nel VII secolo dai Longobardi e dedicato all'arcangelo Michele. Il ruolo del castello, posto sulla sommità di una collina, era quello di controllare il vicino confine con il ducato di Napoli e il principato di Capua, nonché controllare la via di comunicazione tra la pianura Campana e il mare Adriatico in Puglia. Si hanno comunque poche notizie sull'attività della struttura in questo periodo se non quella di un villaggio protetto da una cinta muraria. Con la conquista di Avella da parte dei Bizantini di Napoli nel 887, Landolfo di Suessula, che era stato lasciato a comando del castello da Guaimario I di Salerno, fu fatto prigioniero.

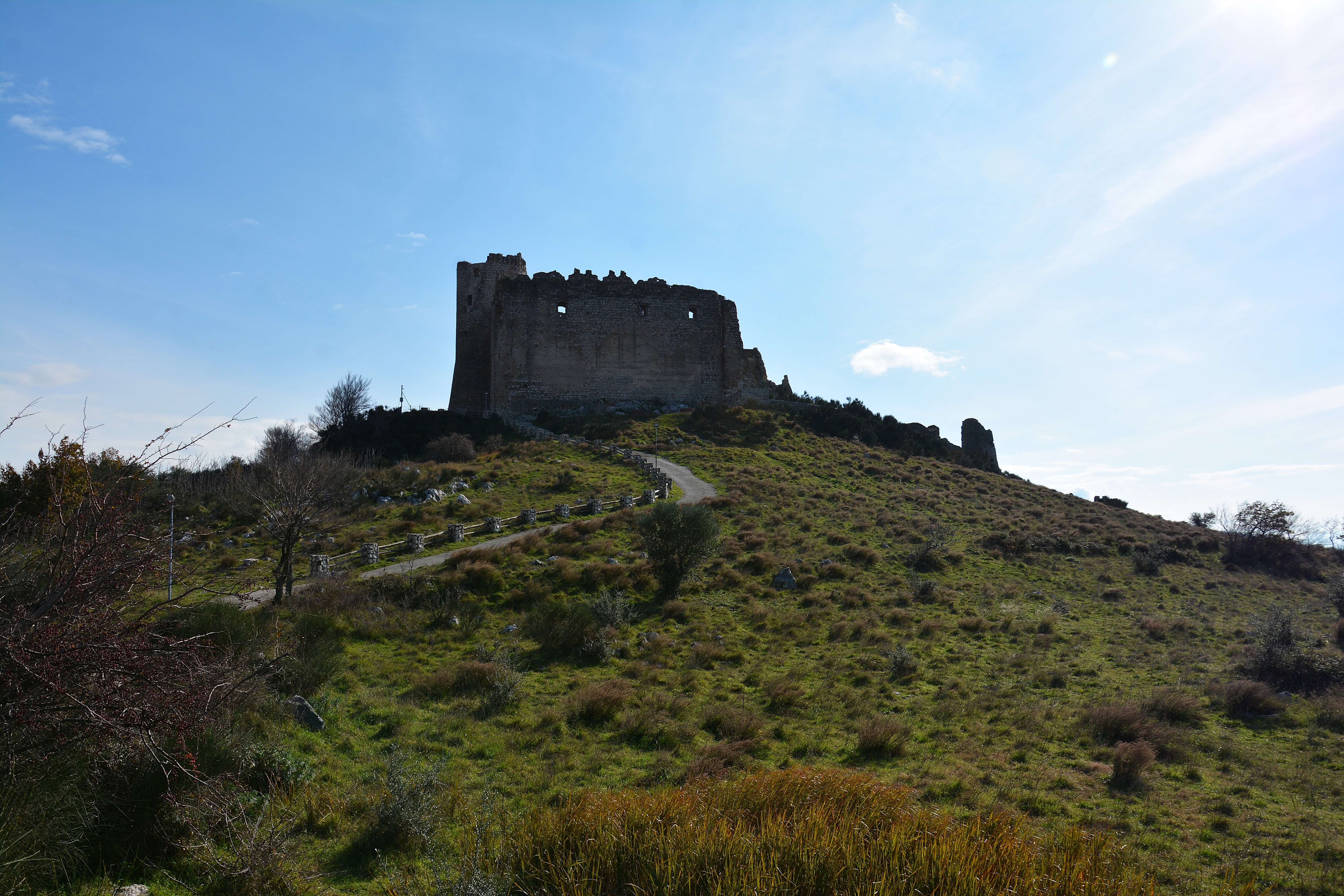
Strada d'accesso al castello

Con l'arrivo dei Normanni nell'XI secolo il castello venne ristrutturato con la costruzione di un dongione e una seconda cinta muraria che portò anche all'ampliamento del borgo: il primo feudatario attestato risale al 1087, ossia Aldoyno franco comes de Abelle et uni ex militibus Abersano, probabilmente appartenente alla famiglia Mosca. Tale famiglia manterrà il controllo per il tutto normanno: sono da ricordare Riccardo d'Avella, che nel 1256 venne ucciso durante l'assedio del castello, e suo figlio, Rainaldo IV, che entrò a stretto contatto con gli Angioini di Napoli; la dinastia dei Mosca si estinse nel 1371 con la morte di Francesca. Nel XV secolo il castello passò agli Orsini: in questo periodo venne devastato da due terremoti, nel 1456 e nel 1466; la fortezza cadde in rovina, tant'è che nel 1529 fu così descritto:
La situazione di crisi non mutò neanche con l'arrivo dei Colonna nel 1534. Dopo il passaggio tra diversi proprietari, il castello andò agli Spinelli: Carlo lo restaurò nel 1553. Le ultime fasi di attività si hanno tra la fine del XVI e l'inizio del XVII secolo, quando fu ridotto a una prigione e residenza per il castellano; uno scritto del 1603 lo descriveva così:
L'eruzione del Vesuvio del 1631 pose fine all'utilizzo del castello che venne in parte spogliato per la costruzione del nuovo centro di Avella più a valle.

## Descrizione

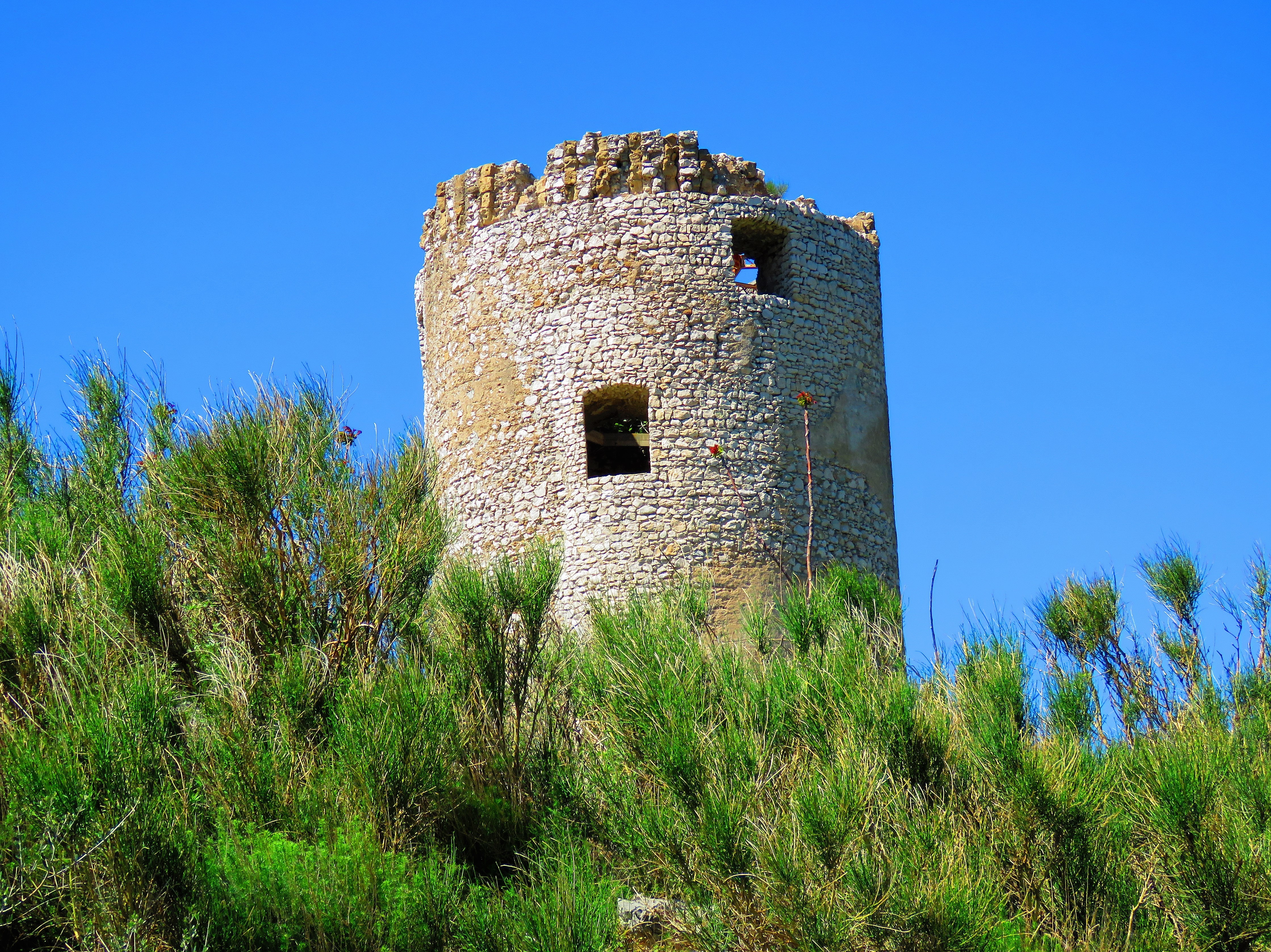
Torre del castello

Il castello è situato su una collina, ad un'altezza di circa 320 metri, alla destra del fiume Clanio. Della struttura resta il dongione caratterizzato da una torre cilindrica a base troncoconica e corte interna a forma trapezoidale e due cinta murarie. La prima cinta risale al periodo longobardo e racchiude una superficie di circa 10 000 m²: è caratterizzata da dieci semitorri, di cui cinque troncoconiche, quattro troncopiramidali e una incorporata nell'angolo nord del dongione. La seconda cinta muraria, realizzata durante il periodo normanno, tra l'XI e il XII secolo e restaurata nel secolo successivo, racchiude una superficie di circa 21 000 m² e ha nove torri, otto a pianta quadrangolare e una, situata nell'angolo sud-ovest, a pianta pentagonale. In queste mura è presente una porta carraia. Tra le due cinta murarie si conservano i resti delle abitazioni del villaggio: la struttura meglio preservata è una cisterna.
Dal castello, secondo l'abate Remondini, proverebbe il Cippo abellano, un documento in lingua osca, utilizzato come soglia nel centro storico di Avella e che a sua volta sarebbe stato utilizzato come materiale di reimpiego nel castello.

## Folclore
La leggenda che riguarda il castello narra di due giovani, Cofrao, un principe persiano, e Bersaglia, una contadina, i quali, ostacolati nel loro amore per le umili origini della ragazza, scapparono dalle terre natie per rifugiarsi ad Avella. Ben voluti da tutti, edificarono un castello. Bersaglia però venne colpita da una malattia e morì: il principe, disperato, decise di tornare a casa, ma poco fuori le mura del castello sentì il suono della lira e il canto della sua amata. Mentre tornava indietro, il cavallo sul quale viaggiava si imbizzarrì, facendolo cadere: prima di svenire vide un panno con la scritta "Come in vita ci ameremo anche in morte". Risvegliatosi, Cofrao non trovò più il castello, ma una serie di tombe, tra cui una vuota, dove si lasciò cadere, morendo all'istante. Gli abitanti del luogo iniziano a piantare nei pressi del castello semi di agave, a ricordare l'invidia che aveva ostacolato l'amore dei due giovani. Leggenda narra che di notte si odano ancora il suono della lira e il canto di Bersaglia e che tra i resti del castello si vedono passeggiare due ombre.